# Decathlon AG2R La Mondiale Team/Saison 2025
Diese Liste beschreibt die Mannschaft und die Siege des Radsportteams Decathlon AG2R La Mondiale in der Saison 2025.

## Mannschaft
| Teamkader 2025          | Teamkader 2025     | Teamkader 2025 | Teamkader 2025                                |
| Name                    | Geburtsdatum       | Land           | Vorheriges Team                               |
| ----------------------- | ------------------ | -------------- | --------------------------------------------- |
| Bruno Armirail          | 11. April 1994     | Frankreich     | Groupama-FDJ (2023)                           |
| Sam Bennett             | 16. Oktober 1990   | Irland         | Bora-Hansgrohe (2023)                         |
| Clément Berthet         | 2. August 1997     | Frankreich     | Delko (2021)                                  |
| Léo Bisiaux             | 14. Februar 2005   | Frankreich     | Decathlon AG2R La Mondiale Development (2024) |
| Stefan Bissegger        | 13. September 1998 | Schweiz        | EF Education-EasyPost (2024)                  |
| Geoffrey Bouchard       | 1. April 1992      | Frankreich     | CR4C Roanne (2018)                            |
| Oscar Chamberlain       | 15. Januar 2005    | Australien     | Decathlon AG2R La Mondiale Development (2024) |
| Benoît Cosnefroy        | 17. Oktober 1995   | Frankreich     | Chambéry CF (2017)                            |
| Dries De Bondt          | 4. Juli 1991       | Belgien        | Alpecin-Deceuninck (2023)                     |
| Sander De Pestel        | 11. Oktober 1998   | Belgien        | Team Flanders-Baloise (2023)                  |
| Stan Dewulf             | 20. Dezember 1997  | Belgien        | Lotto-Soudal (2020)                           |
| Felix Gall              | 27. Februar 1998   | Österreich     | Team DSM (2021)                               |
| Pierre Gautherat        | 16. Januar 2003    | Frankreich     | SCO Dijon (2022)                              |
| Dorian Godon            | 25. Mai 1996       | Frankreich     | Cofidis, Solutions Crédits (2018)             |
| Tord Gudmestad          | 8. Mai 2001        | Norwegen       | Uno-X Mobility (2024)                         |
| Noa Isidore             | 17. September 2004 | Frankreich     | Decathlon AG2R La Mondiale Development (2024) |
| Jordan Labrosse         | 15. September 2002 | Frankreich     | AG2R Citroën U23 Team (2023)                  |
| Victor Lafay            | 17. Januar 1996    | Frankreich     | Cofidis (2023)                                |
| Paul Lapeira            | 25. Mai 2000       | Frankreich     | AG2R Citroën U23 Team (2021)                  |
| Oliver Naesen           | 16. September 1990 | Belgien        | IAM Cycling (2016)                            |
| Aurélien Paret-Peintre  | 27. Februar 1996   | Frankreich     | Chambéry CF (2018)                            |
| Rasmus Søjberg Pedersen | 9. Juli 2002       | Dänemark       | Decathlon AG2R La Mondiale Development (2024) |
| Nans Peters             | 12. März 1994      | Frankreich     | Chambéry CF (2016)                            |
| Gianluca Pollefliet     | 28. Januar 2002    | Belgien        | Lotto Dstny Development Team (2023)           |
| Nicolas Prodhomme       | 1. Februar 1997    | Frankreich     | VC Villefranche Beaujolais (2020)             |
| Callum Scotson          | 10. August 1996    | Australien     | Team Jayco AlUla (2024)                       |
| Paul Seixas             | 24. September 2006 | Frankreich     | Decathlon AG2R La Mondiale U19 Team (2024)    |
| Johannes Staune-Mittet  | 18. Januar 2002    | Norwegen       | Team Visma \| Lease a Bike (2024)             |
| Bastien Tronchon        | 29. März 2002      | Frankreich     | AG2R Citroën U23 Team (2022)                  |
| Andrea Vendrame         | 20. Juli 1994      | Italien        | Androni Giocattoli-Sidermec (2019)            |
|                         |                    |                |                                               |
| Quelle: ProCyclingStats |                    |                |                                               |

## Siege
| Siege    | Siege                                         | Siege      | Siege  | Siege           | Siege |
| Datum    | Rennen                                        | Staat      | Klasse | Sieger          |       |
| -------- | --------------------------------------------- | ---------- | ------ | --------------- | ----- |
| 14. Feb. | Tour de La Provence, 1. Etappe                | Frankreich | 2.1    | Sam Bennett     |       |
| 16. Feb. | Tour de La Provence, 3. Etappe                | Frankreich | 2.1    | Sam Bennett     |       |
| 23. Feb. | Tour des Alpes Maritimes et du Var, 2. Etappe | Frankreich | 2.1    | Dorian Godon    |       |
| 12. Mär. | Tirreno–Adriatico, 3. Etappe                  | Italien    | 2.UWT  | Andrea Vendrame |       |

## UCI-Weltranglisten-Platzierungen
| UCI-Ranking | UCI-Ranking | UCI-Ranking | UCI-Ranking |
| Fahrer      | Fahrer      | Land        | Punkte      |
| ----------- | ----------- | ----------- | ----------- |